# Delta Powerboats

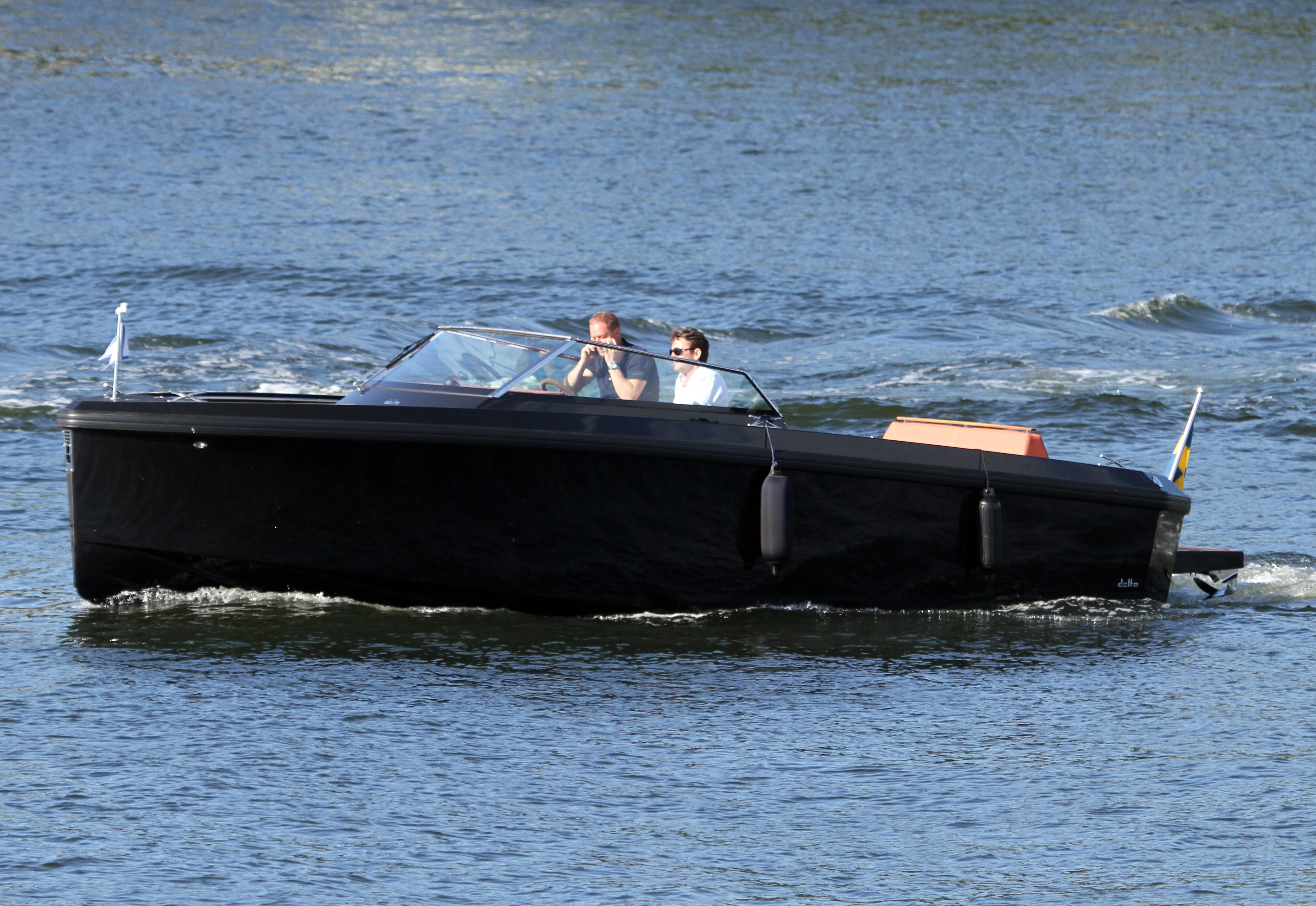
Delta 33 Open

Delta Powerboats AB är en svensk tillverkare av fritidsbåtar som startade 2003 av Lennart Alpstål, Lars Modin, Karl Wessel och Bjarne Ölander. Delta Powerboats AB är ett dotterbolag till det estniska företaget Luksusjaht AS, ägt av Lennart Aplstål. Företaget har sitt säte på ön Ösel i Estland.

## Historia
Delta Powerboats AB startades 2002 av, Lars Modin, Göran Billing och Karl Wessel.  De första två modellerna var Delta 25 SC och Delta 32 CE och var båtar som var mest lämpade att använda för att ta sig till och från skärgården.Fram till 2006 skedde all produktion i Finland av delta 25 och delta 32, 2006 köpte Lennart Alpstål ut tidigare grundaren Billing och all produktion flyttade till Estland. Hösten 2006 utökades sortimentet med en större båt, Delta 40 Walkaround samt på hösten 2007  Delta 29 Sidewalk. 2008 kom Delta 34 Sidewalk. Hösten 2010 kom en ny större båt, Delta 54 IPS med en ny typ av skrov anpassat för Volvo Pentas IPS-drev. 2012 Introducerades delta 26 open designad av Ted Mannerfelt, 2013 introducerades storasystern Delta 33 Open. 2013 var det även premiär för delta 88 IPS.
Båtarna tillverkas i Luxus Yachts fabrik på ön Ösel i Estland.

## Modeller
- Delta 25 SC
- Delta 26 Open
- Delta 29 SW
- Delta 32 CE
- Delta 33 Open
- Delta 33 CE
- Delta 34 SW
- Delta 40 WA
- Delta 40 SW
- Delta 400 SW
- Delta 54 IPS
- Delta 88 IPS